# جورج كناب
جورج كناب (بالإنجليزية: George Knapp)‏ هو صحفي أمريكي، ولد في 18 أبريل 1952 في ودبيري في الولايات المتحدة.

## وصلات خارجية
- جورج كناب على موقع IMDb (الإنجليزية)
- جورج كناب على موقع قاعدة بيانات الفيلم (الإنجليزية)